# Achrosis rondelaria
Sabaria rondelaria là một loài bướm đêm trong họ Geometridae.